# Тэйсинтай

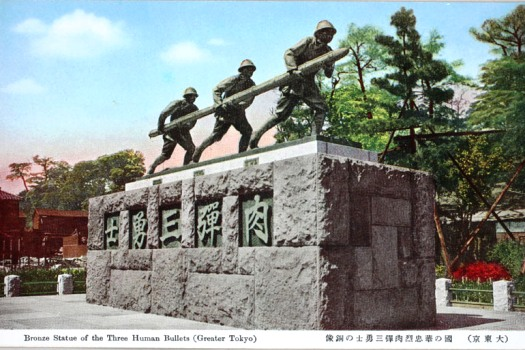
Памятник первым троим «героическим человекоснарядам» (никудан сан-юси) — трём «богам войны» (гунсин) взорвавшим вместе с собой неприятельские заграждения во время Шанхайского сражения в 1932 году

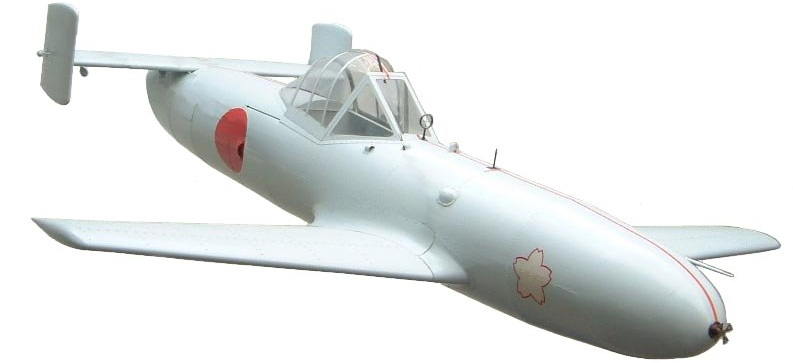
Самолёт Yokosuka MXY7 Ohka был предназначен для полётов камикадзе.

Тэйсинтай (яп. 挺身隊, букв. «добровольческие отряды») — добровольцы-смертники в японских вооружённых силах в период Второй мировой войны 1939—1945 годов. Формирование отрядов тэйсинтай основывалось на средневековом морально-религиозном кодексе самурая Бусидо, требующем беспрекословного повиновения и презрения к смерти. Тэйсинтай умирали ради своей страны и Императора. Погибшие смертники причислялись к лику святых покровителей Японии, становились национальными героями, их родные сразу становились очень уважаемыми людьми. Общим правилом тэйсинтай являлось самопожертвование с целью уничтожения превосходящих сил противника.
Имелись разные виды тэйсинтай:
- Камикадзе (лётчики-смертники) — в морской и общевойсковой авиации, причём первые предназначались для уничтожения кораблей, а вторые — тяжёлых бомбардировщиков, танков, железных дорог, мостов и других важных объектов;
- Парашютисты тэйсинтай — для уничтожения самолётов, боеприпасов и горючего на аэродромах противника с помощью бомб и огнемётов;
- Наземные тэйсинтай — для уничтожения бронетехники, артиллерии, а также офицеров противника (особенно широкая подготовка таких тэйсинтай велась в Квантунской армии, где в 1945 имелась отдельная бригада смертников, и в каждой дивизии формировались батальоны смертников);
- Надводные тэйсинтай (синъё) — действовавшие на быстроходных катерах со взрывчаткой для подрыва транспортов противника (применялись на Филиппинах);
- Подводные тэйсинтай — на маленьких подводных лодках (кайрю и корю) и в торпедах (кайтэн) для уничтожения боевых кораблей врага (применялись в основном на Гавайских островах); пешие водолазы-подрывники (фукурю, «драконы удачи»).

## В культуре
- Праздник фонарей — советский к/м фильм 1980 года.
- Приказ: Перейти границу— советский фильм 1982 года